# Элькинстантонит
Элкинстантонит (англ. Elkinstantonite) — минерал с формулой Fe4(PO4)2O, который впервые был получен в лаборатории в 1980-х годах и впервые идентифицирован в природе в 2022 году, когда также было дано официальное обозначение минерала. Минерал моноклинный, с пространственной группой P21/c (пространственная группа 14).

## История
Синтетические версии элкинстантонита были произведены во французской лаборатории в 1980-х годах, но их нельзя было классифицировать как минерал, пока они не были обнаружены в природе.
Элькинстантонит был впервые обнаружен в природе учёными из Университета Альберты, которым был передан 70-граммовый фрагмент древнего 15-тонного метеорита Эль-Али, упавшего в Сомали и впервые замеченного международным научным сообществом в 2020 году. Элкинстантонит был назван в честь учёной НАСА Линди Элкинс-Тэнтон.
Минерал был идентифицирован Эндрю Лококом (Andrew Locock), который работает в университете руководителем лаборатории электронных микрозондов, и классифицирован геологом Крисом Хердом (Chris Herd). Локок также идентифицировал первый природный образец элалиита в том же образце.